# Amudiyeh
Amudiyeh (tiếng Ả Rập: العامودية) là một ngôi làng Syria nằm ở Hish Nahiyah ở huyện Maarrat al-Nu'man, Idlib. Theo Cục Thống kê Trung ương Syria (CBS), Amudiyeh có dân số 351 trong cuộc điều tra dân số năm 2004.